# Edoardo Alescio
Edoardo Alescio (Oderzo, 14 settembre 1988) è un giocatore di poker italiano.
È, insieme ad Alessio Isaia e Rocco Palumbo fra gli italiani ad aver vinto un titolo del World Poker Tour. Si è aggiudicato infatti la tappa veneziana del dicembre 2011, sconfiggendo in head-up lo statunitense Steve O'Dwyer; ha guadagnato la cifra di 175000 €.
Nell'ultima mano del tavolo finale, lo scontro all-in ha visto Alescio con 5♣ 5♠ ed il rivale O'Dwyer con A♣ 7♠; il board A♥ 5♥ J♥ 6♠ 4♠ ha consegnato la vittoria all'italiano.